# پرچم هندوراس

پرچم هندوراس

پرچم نیروی دریایی هندوراس

پرچم هندوراس در ۹ ژانویهٔ ۱۸۶۶ پذیرفته شد. هندوراس استقلال خود را به عنوان بخشی از فدراسیون آمریکای مرکزی همراه با السالوادور، کاستاریکا، نیکاراگوئه و گواتمالا در ۱۸۲۱ به‌دست آورد و مانند دیگر کشورهای تشکیل‌دهنده، پرچم سه نواره ی سفید(در وسط) و آبی(در بالا و پایین) را حفظ نمود. پرچم فدراسیون که خود از پرچم آرژانتین الگوبرداری شده بود مبنای پرچم جدید را تشکیل می‌داد.
پرچم هندوراس از سه نوار افقی هم‌اندازه و موازی تشکیل شده است که نوارهای بالایی و پایینی آن آبی‌رنگ و نوار میانی سفیدرنگ است و پنج ستارهٔ پنج‌پر آبی‌رنگ به شکل ضربدر در وسط نوار سفیدرنگ قرار گرفته‌اند. این ستارگان نمایانگر اعضای پیشین جمهوری فدرال آمریکای مرکزی (ال سالوادور، گواتمالا، کاستا ریکا، هندوراس و نیکاراگوئه) هستند و این امید که این پنج ایالت شاید یکبار دیگر اتحادیه‌ای را تشکیل دهند، نوارهای آبی‌رنگ نماد اقیانوس آرام و دریای کارائیب و نوار سفید نیز نمایانگر سرزمین میان این دو پهنهٔ آبی و در عین حال صلح و کامیابی مردم هندوراس است.